# André Fierens
André Joseph Fierens (Anvers, 8 de febrer de 1898 - 12 de gener de 1971) fou un futbolista belga de la dècades de 1910 i 1920.
El 1920 va prendre part en els Jocs Olímpics d'Anvers, on guanyà la medalla d'or en la competició de futbol. El 1924, als Jocs de París, finalitzà en novena posició. Pel que fa a clubs, defensà els colors del Beerschot VAC.
Amb la selecció nacional jugà 24 partits, en què no marcà cap gol.